# 산세바스티아노알베수비오
산세바스티아노알베수비오(이탈리아어: San Sebastiano al Vesuvio)는 이탈리아 캄파니아주 나폴리현에 위치한 코무네다. 나폴리로부터 북서쪽으로 11km 거리에 있다.